# Liu Xirong
Liu Xirong (en chino: 劉稀蓉; 1 de noviembre de 1969) es una deportista china que compitió en remo.
Ganó cuatro medallas en el Campeonato Mundial de Remo entre los años 1989 y 1994.
Participó en dos Juegos Olímpicos de Verano, ocupando el cuarto lugar en Barcelona 1992 (cuatro sin timonel) y el quinto en Atlanta 1996 (cuatro scull).

## Palmarés internacional
| Campeonato Mundial | Campeonato Mundial            | Campeonato Mundial | Campeonato Mundial |
| Año                | Lugar                         | Medalla            | Prueba             |
| ------------------ | ----------------------------- | ------------------ | ------------------ |
| 1989               | Bled (Yugoslavia)             | Medalla de plata   | Cuatro sin timonel |
| 1989               | Bled (Yugoslavia)             | Medalla de bronce  | Ocho con timonel   |
| 1993               | Račice (República Checa)      | Medalla de oro     | Cuatro scull       |
| 1994               | Indianápolis (Estados Unidos) | Medalla de plata   | Cuatro scull       |